# تاك فوجيموتو
تاك فوجيموتو (بالإنجليزية: Tak Fujimoto)‏ (و. 1939  م) هو مصور سينمائي، ومخرج أفلام، ومشغل كاميرا أمريكي، ولد في سان دييغو، بدأ مشواره المهني سنة 1970.

## التعليم
تعلم في London Film School ‏
.

## وصلات خارجية
- تاك فوجيموتو على موقع IMDb (الإنجليزية)
- تاك فوجيموتو على موقع ألو سيني (الفرنسية)
- تاك فوجيموتو على موقع أول موفي (الإنجليزية)
- تاك فوجيموتو على موقع قاعدة بيانات الأفلام السويدية (السويدية)
- تاك فوجيموتو على موقع قاعدة بيانات الفيلم (الإنجليزية)
- تاك فوجيموتو على موقع كينوبويسك (الروسية)